# Hartmut Döpp
Hartmut Döpp (* 11. Mai 1947 in Winterberg) ist ein ehemaliger deutscher Skilangläufer.
Döpp, der für den SK Winterberg startete, wurde im Jahr 1970 deutscher Meister über 50 km und errang im folgenden Jahr bei den deutschen Meisterschaften über 50 km sowie mit der Verbandsstaffel jeweils den dritten Platz. Zudem lief er bei den Nordischen Skiweltmeisterschaften 1970 in Štrbské Pleso auf den 44. Platz über 50 km und auf den 42. Rang über 30 km. In der Saison 1971/72 gewann er erneut bei den deutschen Meisterschaften 1972 den 50-km-Lauf und belegte im Februar 1972 in Sapporo bei seiner einzigen Teilnahme an Olympischen Winterspielen den 35. Platz über 30 km, den 32. Rang über 15 km sowie zusammen mit Franz Betz, Urban Hettich und Walter Demel den siebten Platz in der Staffel. Bei den Nordischen Skiweltmeisterschaften 1974 in Falun erreichte er den 28. Platz über 30 km sowie den 11. Rang mit der Staffel und bei den Nordischen Skiweltmeisterschaften 1978 in Lahti den 38. Platz über 30 km. Nach seiner Karriere als Skilangläufer war er als Nationaltrainer der deutschen Nordischen Kombinierer und später als Co-Trainer bei den deutschen Skilangläufer tätig.